# Habitatge al carrer Ignasi Iglesias, 12 (el Papiol)
L'Habitatge al carrer Ignasi Iglesias, 12 és una obra modernista del Papiol (Baix Llobregat) inclosa a l'Inventari del Patrimoni Arquitectònic de Catalunya.

## Descripció
Edifici d'una sola planta construïda sobre un desnivell. La planta és rectangular, i se li ha adossat una torre de base quadrada de dos cossos. Té moltes obertures. L'accés es realitza per un petit porxo flanquejat per dues columnes amb capitell corinti. Les finestres i les portes estan remarcades, sempre a la part superior, per estructures decoratives, molt finetes de maó. El sostre es pla i vorejat per una cornisa que es recolza sobre motllures. La torre presenta finestres polilobulades, algunes dividides per petites columnes corínties, i el seu sostre és a quatre vessants.